# 加泰
加泰（法語：Gatey，法語發音：[ɡatɛ]）是法国汝拉省的一个市镇，位于该省西北部，属于多勒区。

## 地理
加泰（46°56'45"N, 5°26'6"E）面积14.84 平方千米，位于法国勃艮第-弗朗什-孔泰大區汝拉省，该省份为法国东部内陆省份，北起上索恩省，西北接科多尔省，西临索恩-卢瓦尔省，南至安省，东与杜省和瑞士接壤。
与加泰接壤的市镇（或旧市镇、城区）包括：圣巴兰、阿南-博瓦桑、巴莱索、谢内德库皮、绍桑、谢讷贝尔纳、勒代绍、普勒尔、塔斯尼耶尔。

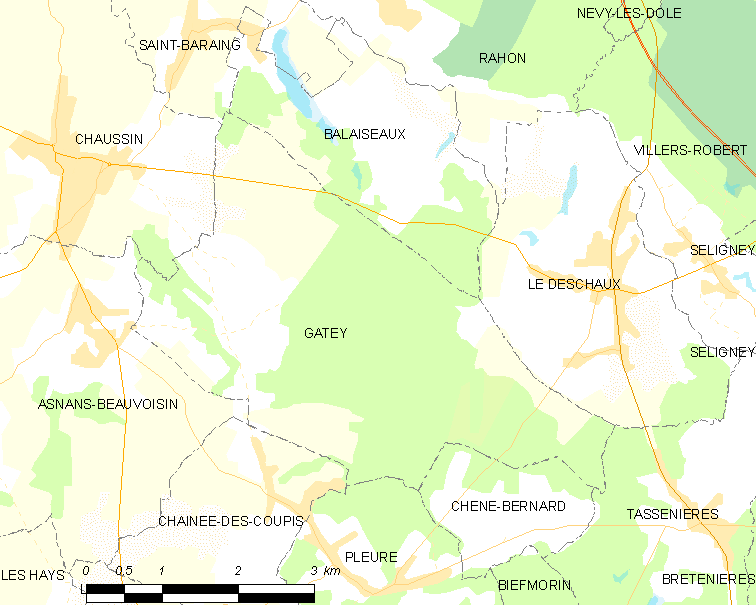
加泰的OSM定位图

加泰的时区为UTC+01:00、UTC+02:00（夏令时）。

## 行政
加泰的邮政编码为39120，INSEE市镇编码为39245。

## 政治
加泰所属的省级选区为塔沃县。

## 人口

1962-2008年间加泰人口变化图示

加泰于2022年1月1日时的人口数量为364人。